# 캘리버
캘리버(Calibre)는 여러 플랫폼에서 실행되는 무료 오픈 소스 전자책 응용 소프트웨어의 모음이며, 이를 사용하면 전자책(전자서적)들을 관리하고 전자책을 작성, 편집 및 읽을 수 있다. 다양한 EPL 및 킨들 MOBI 형식을 포함한 다양한 파일 포맷을 지원하고, 또한 다양한 전자 서적 리더(뷰어)와의 동기화 및 비 전자서적 형식(DRM 제한 내에서의 변환)을 지원한다.

## 역사
2006년 10월 31일 소니(SONY)가 PRS-500 전자 책 리더기를 출시했을 때 코비드 고열(Kovid Goyal)은 주로 리눅스(Linux)에서 PRS-500 형식을 사용할 수 있도록 "libprs500"개발을 시작했다. 고열(Goyal)은 모바일리드(MobileRead) 포럼의 지원을 받아 독점적인 파일 형식인 LRF를 리버스 엔지니어링했다.
2008년, 이 프로그램의 이름은 모두 소문자로 쓰여진 "calibre(구경)"으로 변경되었다.

## 특징
캘리버는 다양한 파일 형식과 판독 장치를 지원한다. 대부분의 전자 책 형식은 예를 들어 글꼴, 글꼴 크기, 여백 및 메타 데이터를 변경하고 자동 생성된 목차를 추가하여 편집할 수 있다. 변환 및 편집은 적절한 라이센스가 있는 디지털 서적에 쉽게 적용되지만, 상업적으로 구매한 전자 서적은 디지털 권한 관리(DRM) 제한을 제거해야 할 수도 있다. 캘리버는 기본적으로 DRM 제거를 지원하지 않지만 해당 기능이있는 플러그인 을 설치 한 후 DRM 제거를 허용할 수 있다. 이것은 저작권법위반과 관련이 있을 수 있다.
캘리버를 사용하면 전자 책을 메타 데이터 필드별로 정렬하고 그룹화할 수 있다. 메타 데이터는 다양한 소스(예 : ISBNdb.com)에서 가져올 수 있다.(온라인 서점, 인터넷 아카이브 , Munsey 's 그리고 미국 및 기타 지역에서 무료 전자 서적 및 정기 간행물을 제공하는 구텐베르크 프로젝트(Project Gutenberg), 또는 Goodreads 및 LibraryThing 과 같은 독자를위한 소셜 네트워킹 사이트 등)
저자, 제목 또는 키워드와 같은 다양한 필드로 캘리버 라이브러리를 검색 할 수 있다. 2016년 현재 전체 텍스트 검색은 아직 구현되지 않았다.
수동으로 파일을 사이드로드 하거나 eBook 독서 장치를 캘리버 라이브러리가 백업된 클라우드 스토리지 서비스 또는 캘리버가 상주하는 컴퓨터와 무선으로 동기화하여 전자 북을 캘리버 라이브러리로 가져올 수 있다. 또한 온라인 컨텐츠 소스를 수집하여 전자 서적으로 변환할 수 있다. 이 변환은 파이썬같은 도메인 특정 언어로 작성된 짧은 프로그램인 소위 말하는 "레시피(recipes)"에 의해 수행된다. 전자 책은 USB, 캘리버의 통합 메일 서버 또는 무선을 통해 지원되는 모든 독서 장치로 내보낼 수 있다. 메일링 전자서적은 예를 들어, 전자책 리더 및 태블릿의 Amazon Kindle 제품군으로 개인 문서를 전송할 수 있게한다.
이것은 호스트 컴퓨터가 실행 중이고 장치와 호스트 컴퓨터가 동일한 네트워크를 공유하는 경우 웹 브라우저를 통해 수행할 수 있다. 이 경우 수집된 콘텐츠를 콘텐츠 원본에서 푸시(push)하는 것이 일정한 간격("구독")으로 지원된다. 또한 호스트 컴퓨터의 캘리버 라이브러리가 Box.net , Google 드라이브 또는 Dropbox 와 같은 클라우드 서비스에 저장되어있는 경우 클라우드 서비스 또는 캘리버 클라우드(Caliber Cloud)나 타사 응용프로그램 캘리버박스(CalibreBox)는 원격으로 라이브러리에 액세스하는 데 사용할 수 있다.
2013년 12월에 출시 된 버전 1.15이후 캘리버에는 전자 책을 직접 작성하고 편집할 수 있는 응용 프로그램이 포함되어 있다.이 응용 프로그램은 더 많은 기능을 갖춘 Sigil 응용 프로그램과 비슷하지만 응용 프로그램의 위지윅(WYSIWYG) 편집 모드는 없다.

## 같이 보기
- ePUB
- 수마트라 PDF